# Иванов, Вылчо
Вылчо Иванов Тановский (болг. Вълчо Иванов Тановски; 1880, Ставерци — 12 февраля 1925, София) — болгарский революционер, член ЦК Болгарской коммунистической партии.

## Биография
Ещё во время учёбы включился в деятельность социалистического движения. В 1909—1921 годах работал учителем, сначала в селе около Оряхово, потом в Софии. Активно пропагандировал левые идеи среди учителей. В 1921 году избран советником общины.
После Сентябрьского восстания избран членом ЦК БКП. Член руководства софийской организации партии, очень популярный среди её членов. Арестован 11 февраля, подвергся пыткам и был удушен. Убийство было совершено группой капитана Кочо Стоянова, печально прославившегося своим садизмом.